# サンタモニカ

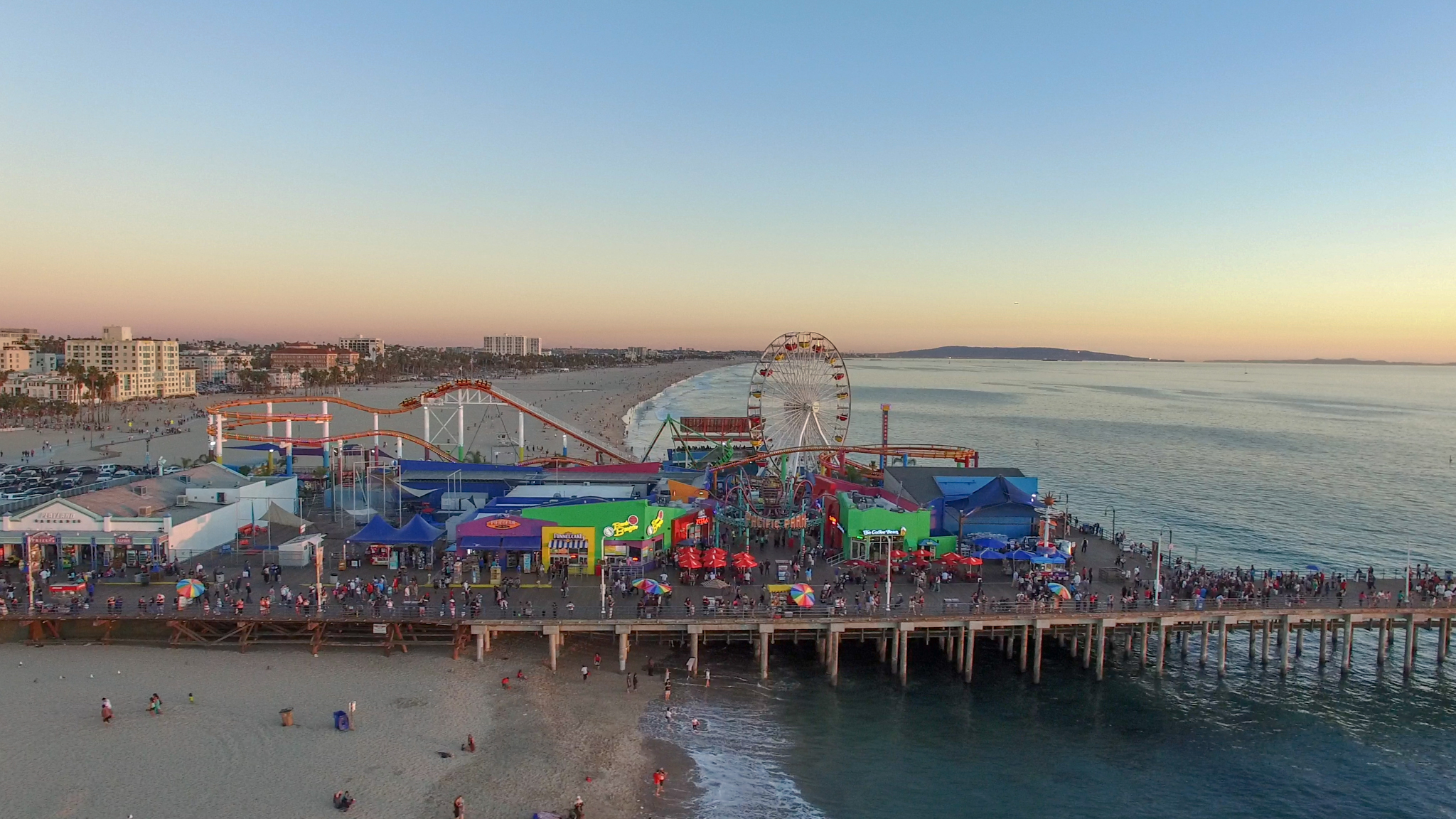
サンタモニカ・ピア

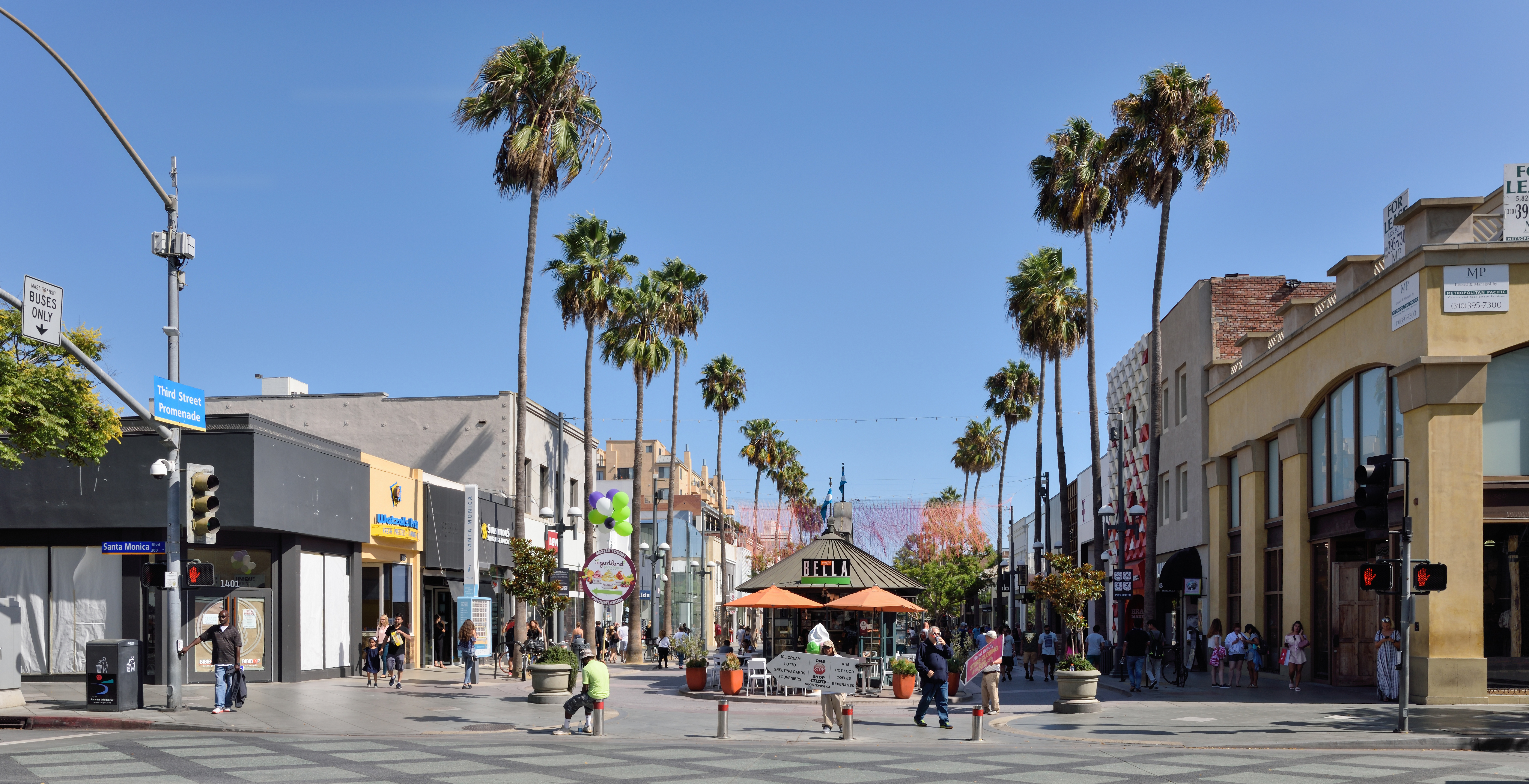
サード・ストリート

サンタ・モニカ（Santa Monica）は、アメリカ合衆国カリフォルニア州のロサンゼルス郡西部にある都市。人口は9万3076人（2020年）。

## 概要
過ごしやすい気候から、20世紀初頭には有名なリゾート都市となっていた。1980年代後半にビジネス、観光とも飛躍的に成長を遂げた。
観覧車のある桟橋「サンタモニカ・ピア」 や、歩行者天国になっている「サード・ストリート」などが有名である。
リンキン・パークは市内にある公園を由来としている。

## 歴史
地名の由来は聖人モニカ（Santa Monica）で、これはスペイン人が初めてこの地を訪れたとき、彼女の祝日だったことからである。

## 地理

ロサンゼルス郡内の位置

西は太平洋のサンタモニカ・ベイ、北はパシフィック・パリセーズとブレントウッド、東はウェスト・ロサンゼルスとマー・ビスタ、南はベニスが境界であるが、太平洋はロサンゼルス市に属すため、周囲を全て同市に囲まれた形となっている。
1994年のノースリッジ地震で大きな被害をうけた。

## 気候

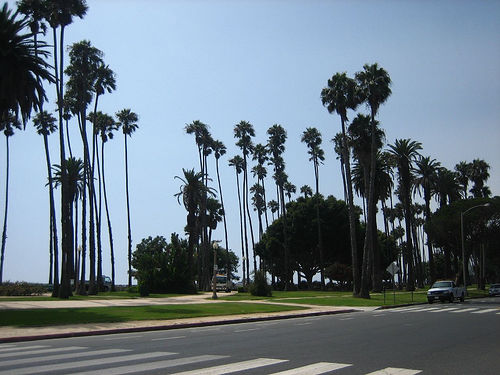
ヤシ並木

年間平均晴天日数は325日とされている。5月～7月上旬までの朝は、霧や靄が出ることが多い。

## 教育
- サンタモニカカレッジ

## 交通

### 道路
州間高速道路10号線（サンタモニカ・フリーウェイ/ I-10 )が太平洋に近い市内からはじまり、ロサンゼルス市街まで伸びており、北アメリカでもっとも交通量の多い道路と言われている。この道路は7州にまたがり、フロリダ州ジャクソンビルまで続いている。州道1号線（リンカーン・ブルバード／パシフィック・コースト・ハイウェイ）、州道2号線（サンタモニカ・ブルバード）も市内を通っている。サンタモニカ・ブルバードはかつてのルート66の一部で、この道路がオーシャン・アヴェニューに突き当たったところがルート66の西の端であった。

### 鉄道

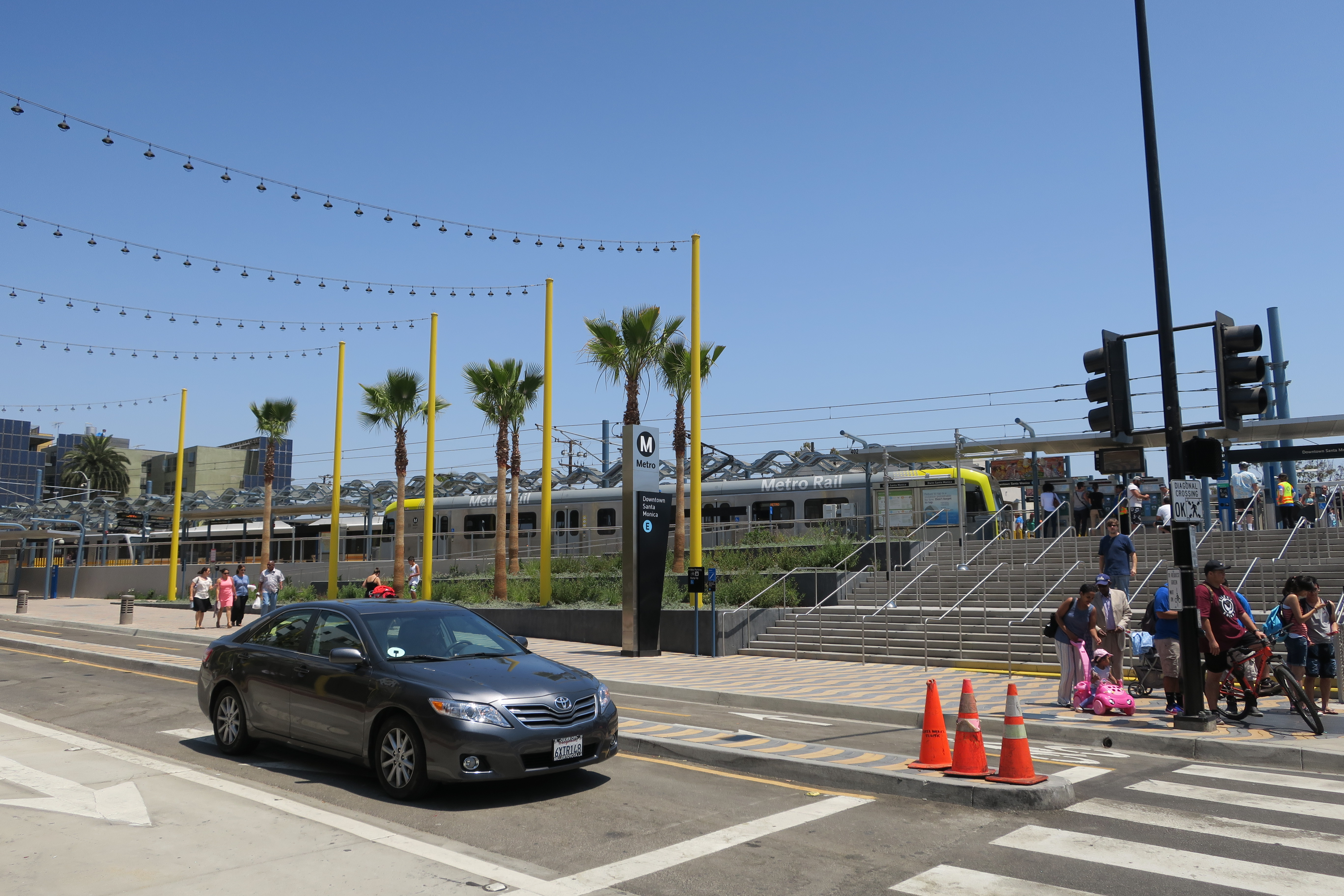
ダウンタウン・サンタモニカ駅

ロサンゼルス郡都市圏交通局E線のダウンタウン・サンタモニカ駅があり、ロサンゼルスのダウンタウンと結ばれている。かつてはパシフィック電鉄の路線がサンタモニカまで伸びていた。

### バス
市営のビッグブルーバスは現在13路線が運行しており、市内だけでなくウェスト・ロサンゼルスやUCLAにも運行している。
Line 1 「Santa Monica Blvd.」 - ベニスビーチ⇔サンタモニカプレイス⇔UCLA

Line 2 「Wilshire Blvd.」 - ベニス高校(Lincoln Bldv. & Venice Blvd.)⇔ベニスビーチ⇔サンタモニカプレイス⇔UCLA

Line 3 「Montana Ave. & Lincoln Blvd.」- ロサンゼルス国際空港(LAX)⇔ベニス高校⇔サンタモニカプレイス⇔UCLA

Line 4 「San Vicente Blvd. & Carlyle Ave.」 - サンタモニカプレイス⇔サンビセント通り（循環）

Line 5 「Olympic Blvd.」 - サンタモニカプレイス⇔センチュリーシティーショッピングセンター⇔リンポウ操車場

Line 7 「Pico Blvd.」 - サンタモニカプレイス⇔サンタモニカ・カレッジ⇔ウェストサイドパビリオン⇔リンポウ操車場

Line 8 「Ocean Park Blvd.」 - サンタモニカプレイス⇔サンタモニカ・カレッジ⇔ウェストサイドパビリオン⇔UCLA

Line 9 「Pacific Palisades」 - サンタモニカプレイス⇔サンタモニカ市北部

Line 10 「Freeway Express」 - サンタモニカプレイス⇔フリーウェイ使用⇔ロサンゼルス市中心部

Line 11 「14th & 20th Crosstown」 - サンタモニカ・カレッジ⇔リンカーンミドルスクール（循環）

Line 12 「Westwood & Palms」 - UCLA⇔ウェストサイドパビリオン⇔パームス地区⇔リンポウ操車場

Line 13 「Cheviot Hills」 - ウェストサイドパビリオン⇔ランチョパーク地区⇔リンポウ操車場

Line 14 「Bundy Dr. & Centinela Ave.」 - マリナデルレイ⇔サンタモニカ市営空港⇔ブレンドウッド地区⇔ゲティ・センター前

ちなみに、Line 3、Line 7、Line 12は特急の運行がある。

また、それを補完するようにメトロバスもある。

### 空港
空港はロサンゼルス国際空港の利用が一般的だが、市の保有するサンタモニカ空港もある。

## 関係者

### 出身者
- グレン・フォード（俳優） - 1922-24年の6-8歳頃にサンタモニカに移住。元妻はエレノア・パウエル（女優、ダンサー）。
- ロバート・レッドフォード（俳優）
- ショーン・ペン（俳優）
- サラ・ギルバート（女優） - 1975年生まれ

### 居住その他ゆかりある人物
- ダグラス・フェアバンクス（俳優） - 1939年、心臓発作でサンタモニカの自宅で死去。1919年、下記翌年妻となるメアリー・ピックフォード、チャップリン、D・W・グリフィスらで、ビバリーヒルズにユナイテッド・アーティスツを共同設立した。
- メアリー・ピックフォード（女優） - 1979年、サンタモニカの病院で死去。
- ベルトルト・ブレヒト（ドイツの劇作家、作家、詩人） - ナチス・ドイツ成立により、1941年頃にスカンジナビア経由で同地に逃亡。
- ピーター・ヴィアテル（ドイツ系ユダヤ人の脚本家、作家） - 1928年の8歳頃に同地に移住。2番目の妻はデボラ・カー（女優）。
- ウィリアム・ホールデン（俳優） - 1981年、サンタモニカの自宅で死去。
- ジェームズ・ディーン（俳優） - 1937年の6歳時、父親の仕事の都合でインディアナ州から移住。近隣ロス市内ブレントウッド地区 (en) などの小学校に通っていたが、母親が亡くなる9歳頃に出身地インディアナ州のクエーカーの伯母夫婦の下に預けられた。
- マーゴ・ヘミングウェイ（モデル、女優） - 作家アーネスト・ヘミングウェイの孫。サンタモニカの自宅で自死。

## 姉妹都市
- マサトラン、メキシコ
- ハム, ドイツ
- 富士宮市, 静岡県[2]